# Van Hool
Van Hool NV – byłe belgijskie przedsiębiorstwo z siedzibą w Lier założone w 1928 r. zajmujące się produkcją autokarów, autobusów miejskich, trolejbusów, naczep dla samochodów ciężarowych oraz cystern do transportu ciekłych i niebezpiecznych materiałów. Aktualnie postawione w stan likwidacji.

## Historia

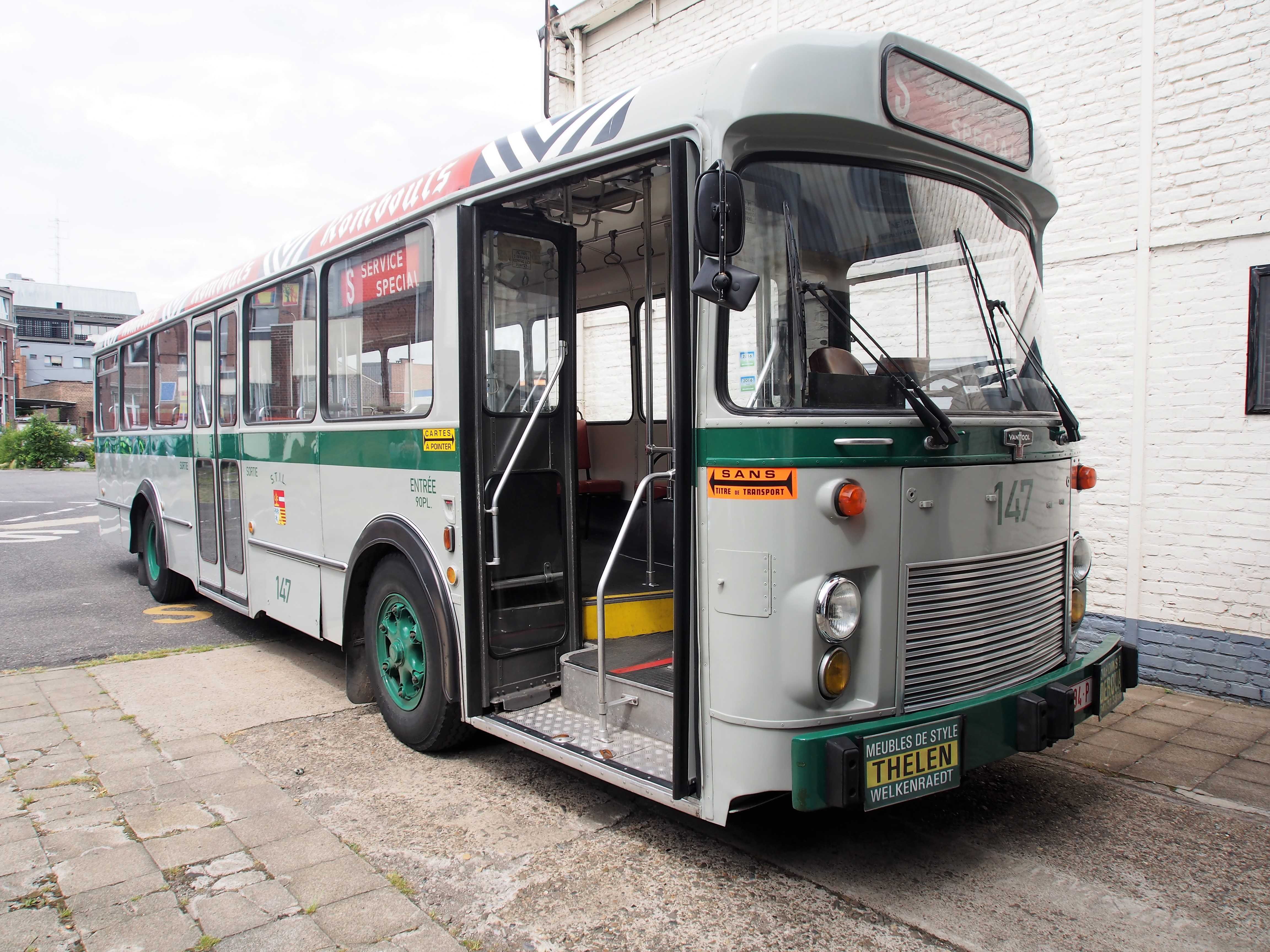
Van Hool–Fiat 409

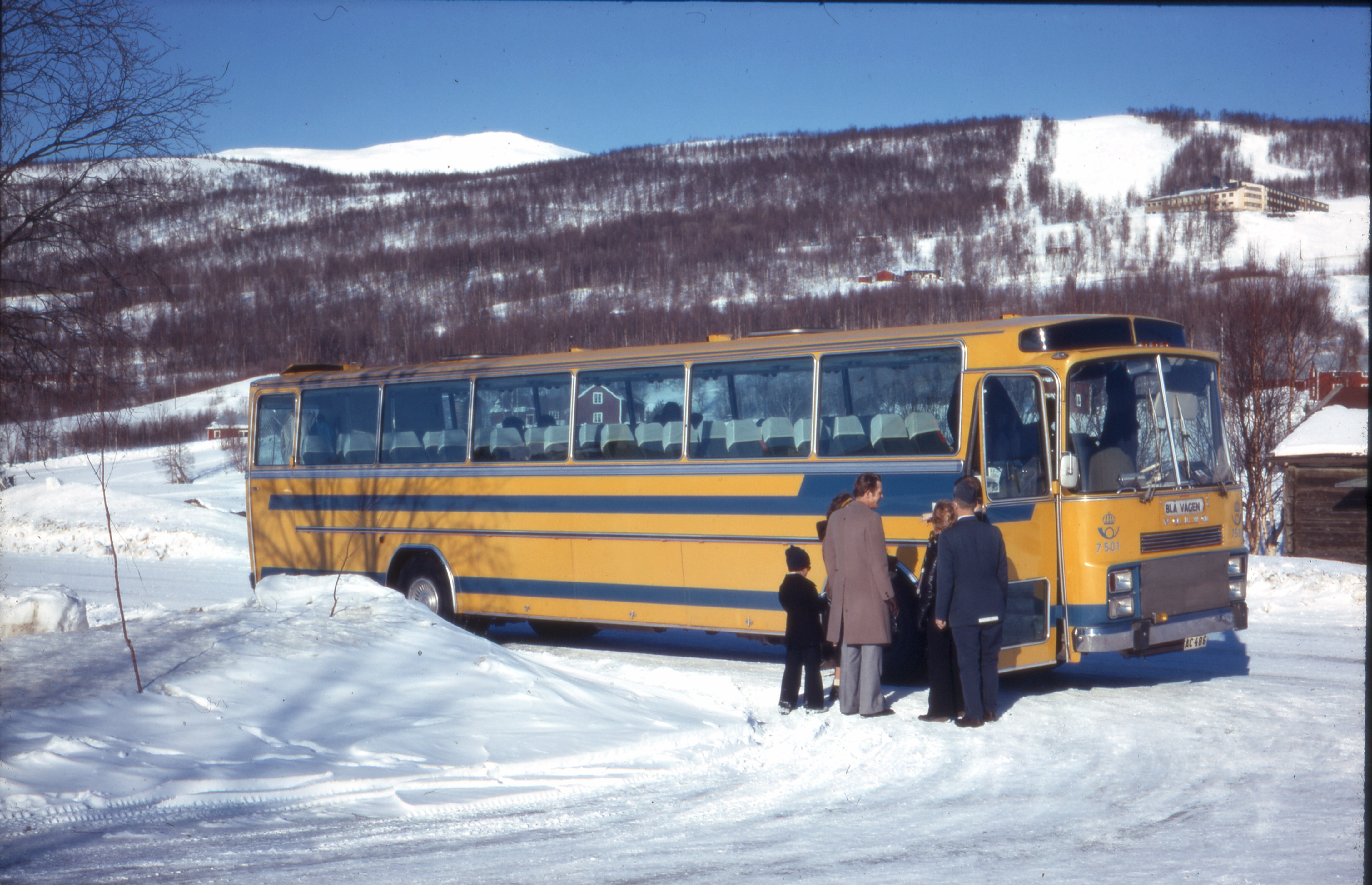
Van Hool Vistadome

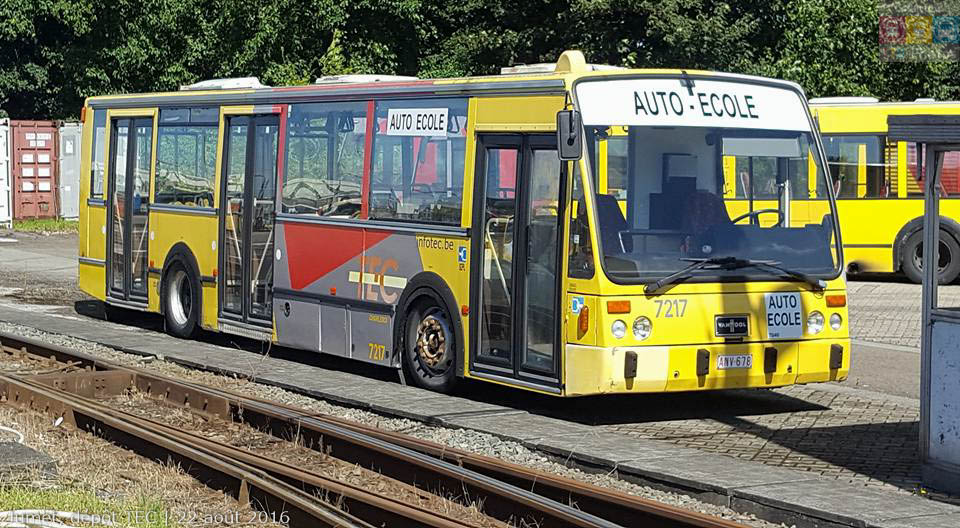
Van Hool A280

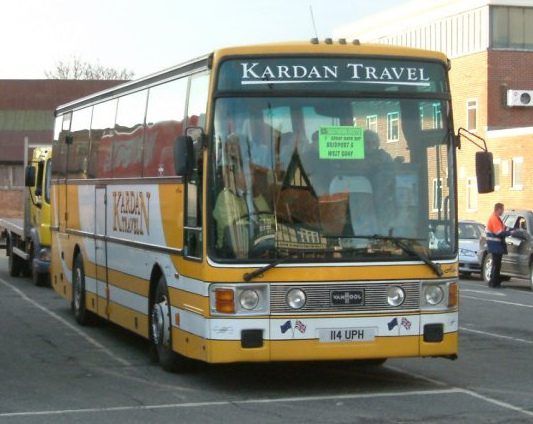
Van Hool T8 Alizée

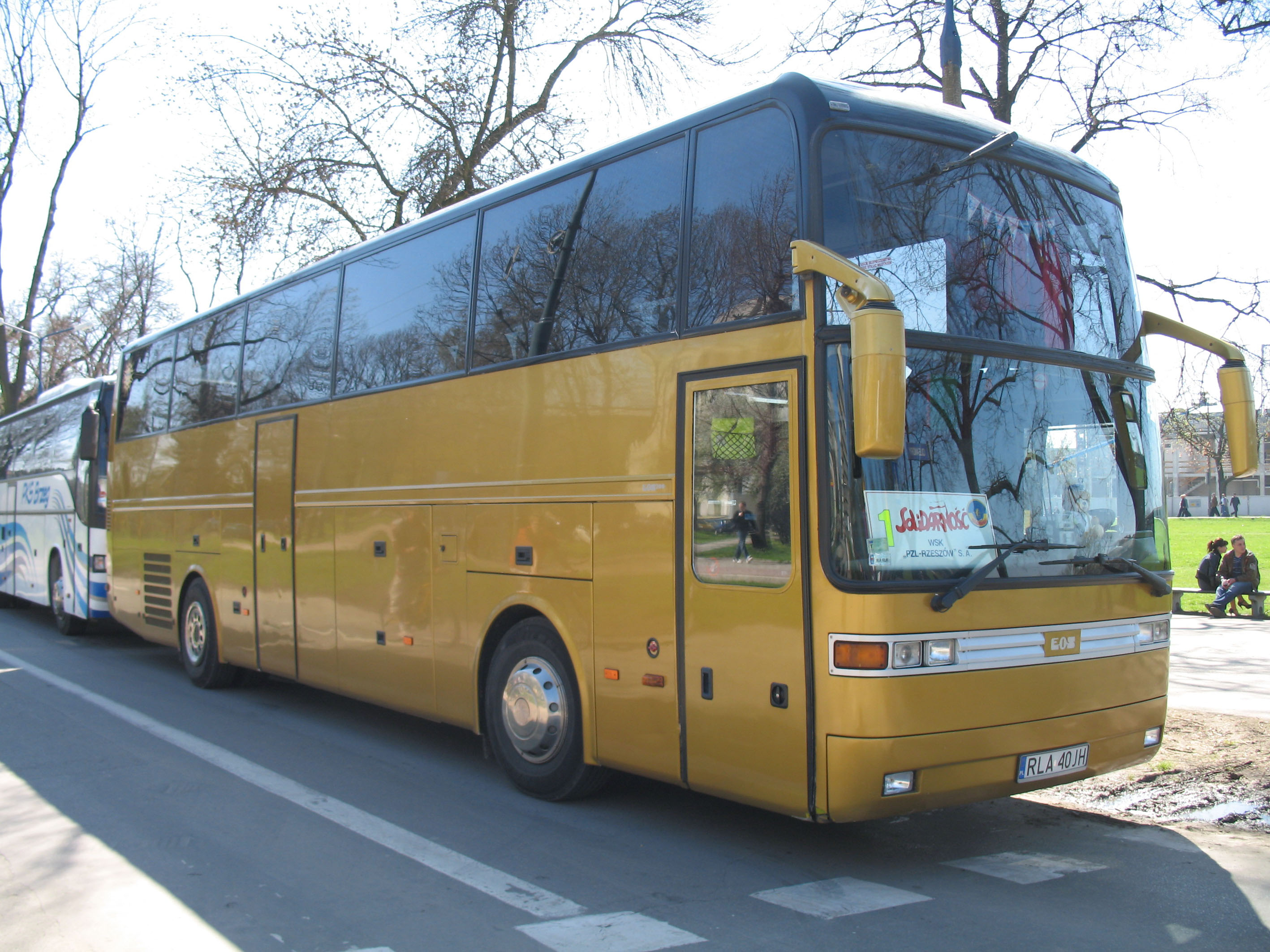
EOS 200

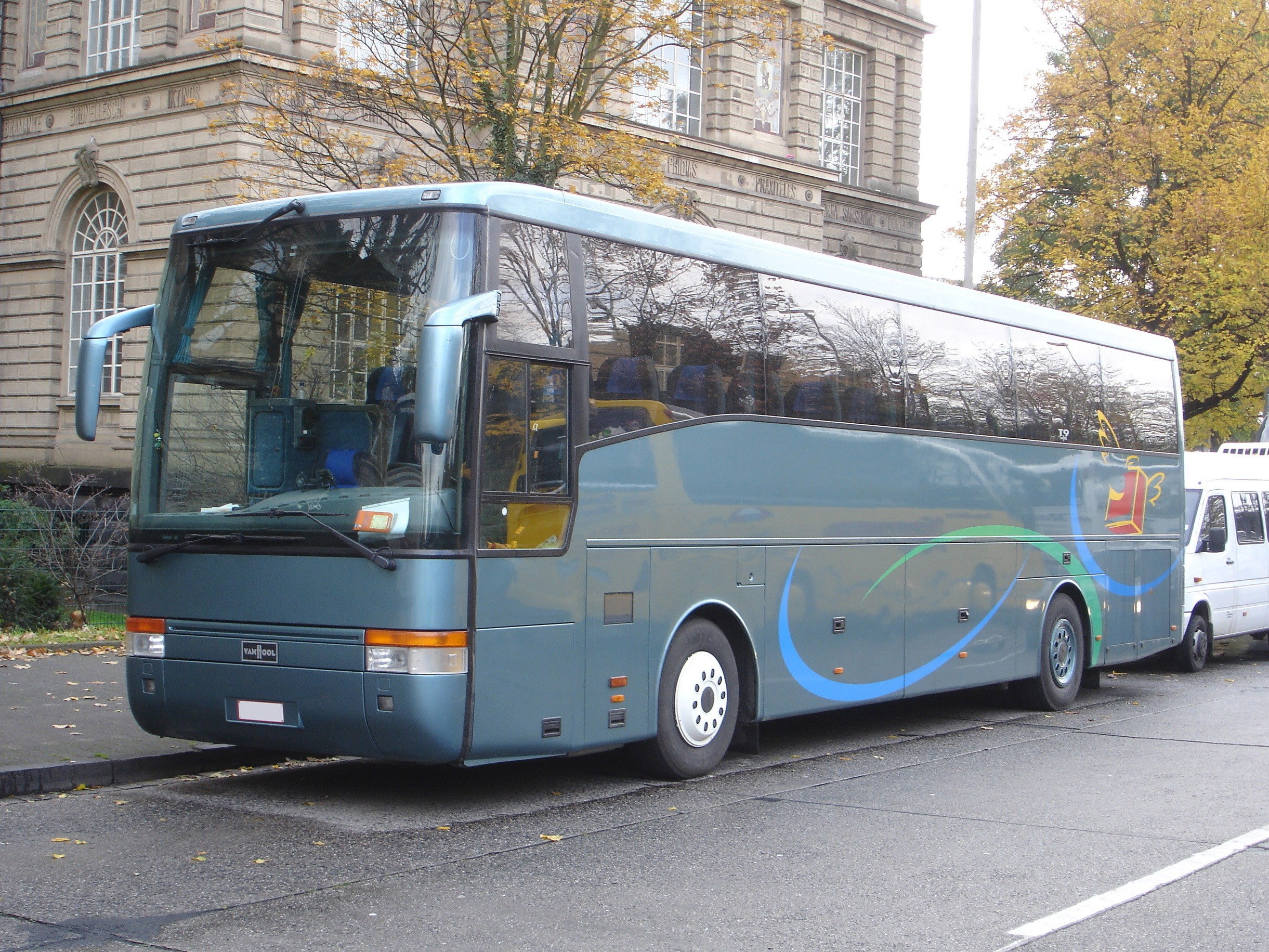
T9 Acron

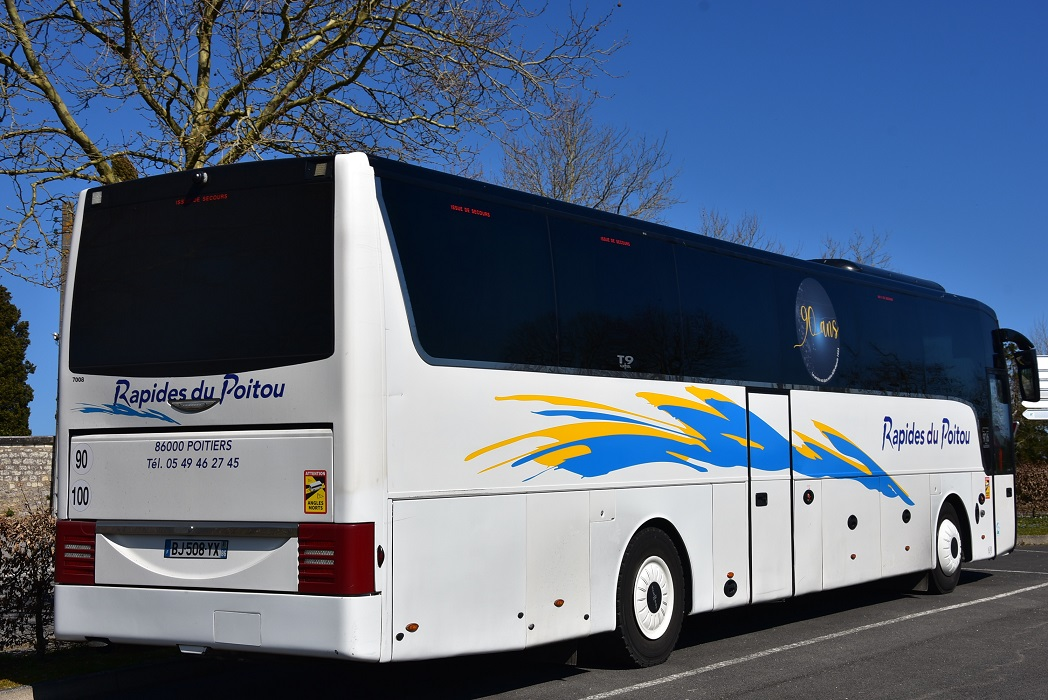
Van Hool T916 Alicron (2010), Francja

W 1928 r. Bernard Van Hool (ur. 1902) założył w belgijskim Koningshooikt (obecnie dzielnica Lier) przedsiębiorstwo zajmujące się szlifowaniem diamentów. Wkrótce jego zakład zatrudniał 10 osób. W związku z nadchodzącym kryzysem, Bernard Van Hool przewidział spadek popytu na dobra luksusowe i był zmuszony zmienić profil działalności. Zakład zajął się produkcją maszyn rolniczych.
W trakcie działań wojennych w 1940 przedsiębiorstwo uległo zniszczeniu. Bernard Van Hool znalazł nową niszę rynkową. Prawie wszystkie środki transportu zostały zarekwirowane przez siły okupacyjne lub zniszczone. Udało mu się zdobyć kilka ciężarówek i przy pomocy mechaników doprowadzić je do stanu umożliwiającego użytkowanie. W związku z brakiem paliwa, Van Hool rozpoczął prace nad generatorem gazu z drewna, który stanowiłby paliwo dla silnika. Po kilku latach prób i eksperymentów udało mu się zbudować w miarę bezawaryjną i bezobsługową konstrukcję. Podczas wojny założył ze swoim bratem Józefem niewielkie przedsiębiorstwo transportowe.
Po zakończeniu wojny kontynuował działalność przedsiębiorstwa transportowego, ale nie uważał go za główną działalność. Chciał zająć się budową dróg oraz mostów. W związku z tym pozyskał odpowiednie maszyny i pracowników, jednak miał problem z odpowiednim autobusem do transportu robotników. Kupił stary autobus, jednak jego stan był tak zły, że Van Hool musiał samodzielnie wykonać nowe nadwozie. Powodzenie tego przedsięwzięcia oraz duże zapotrzebowanie na pojazdy do transportu osób zachęciło Van Hoola do kontynuowania działalności. W 1946 r. warsztaty zostały przystosowane do produkcji nadwozi autobusowych. Pierwszy pojazd nazwano De Trekvogel (ptak wędrowny). Od tej pory Bernard Van Hool zajął się jedynie produkcją nadwozi autobusowych, natomiast Józef przedsiębiorstwem przewożącym osoby.
W 1947 r. przedsiębiorstwo zatrudniało 22 pracowników i 6 członków rodziny Van Hool. Zbudowano wówczas serię nadwozi typu Perfecta Car inspirowaną wzornictwem amerykańskich „krążowników szos”. W 1948 r. nastąpiła pierwsza publiczna prezentacja na Brukselskich Targach Samochodowych. W latach 1947–1952 zbudowano 281 nadwozi na indywidualne zamówienie. W 1949 r. pierwsze nadwozie zostało sprzedane za granicę (do Luksemburga). W 1951 r. przedsiębiorstwo dostało pierwsze zamówienie publiczne na 10 nadwozi autobusów miejskich Cityliner. Warunki zamówienia znacząco różniły się od poprzednich zamówień prywatnych przewoźników. W tym samym roku przedsiębiorstwo otrzymało zamówienie na 105 mobilnych warsztatów dla wojska i policji. W 1952 r. utworzono wydział zamówień specjalnych. W 1954 r. dostarczono pierwsze pojazdy do Holandii. W latach 50. XX wieku do oferty dołączyły autokary Vistadome z komfortowymi fotelami oraz dużymi powierzchniami przeszklonymi oraz Highlander o nieco bardziej tradycyjnym wzornictwie. W 1954 r. rozpoczęto eksport nadwozi autobusowych do Afryki do Leopolstadt. Pojazdy te były specjalnie przystosowane do trudnych warunków klimatycznych. Później autobusy Van Hool trafiały także do innych państw afrykańskich, m.in. Angoli, RPA, Tunezji i Algierii.
W międzyczasie przedsiębiorstwo zmieniło nazwę na Van Hool en Zonen (Van Hool i Synowie). W 1956 r. oddano do użytku nową halę produkcyjną w celu powiększenia gamy komponentów produkowanych przez przedsiębiorstwo. W tym okresie zakład zatrudniał 222 pracowników fizycznych i 17 umysłowych. W tym samym roku fabrykę opuściło 1000. nadwozie. Rok później podpisano umowę z Fiatem na dostawę silników i innych elementów układu jezdnego, dzięki czemu możliwa była produkcja pojazdów na własnych podwoziach. Powstały pierwsze integralne autobusy Van Hool-Fiat. W latach 1962–1963 pozyskano dwa duże zamówienia na autobusy integralne od kolei holenderskich i belgijskich. W 1964 r. część zakładów produkcyjnych strawił pożar. W celu zrekompensowania strat w produkcji autobusów, w 1965 r. rozpoczęto produkcję pojazdów przemysłowych, tzn. naczep ciężarowych i cystern. Rok później klientowi przekazano 2000. integralny autobus Van Hool, a w zakładach pracowało ponad 850 osób. W tym samym roku rozpoczęto eksport na rynek francuski oraz amerykański, gdzie autobusy oparte na komponentach General Motors trafiły do obsługi linii między centrum miasta a nowojorskimi lotniskami. W latach 1967–1969 zrealizowano zamówienie armii belgijskiej na zmontowanie 760 podwozi Mercedes-Benz Unimog z własną zabudową, a później 115 kolejnych takich pojazdów dla Czerwonego Krzyża. Ponadto w zakładach Van Hool powstawały autokary ze specjalnym wyposażeniem, m.in. jako ambulansy, pojazdy dla drużyn Formuły 1 czy też ważnych osobistości. W zakładach w Liège powstał m.in. pojazd dla Fidela Castro. Pod koniec lat 60. XX wieku roczna produkcja wynosiła ponad 1000 autobusów oraz 1200 pojazdów specjalnych.
W 1970 r. wprowadzono nową rodzinę autobusów Van Hool-Fiat 700 z silnikiem umieszczonym z tyłu oraz przestrzenią bagażową pod pokładem. W pojeździe znalazła się także toaleta. W 1971 r. przejęto przedsiębiorstwo Chrysler España w Saragossie, którego nazwę zmieniono na Van Hool España. W hiszpańskim zakładzie powstawały autobusy głównie na rynek rodzimy oraz na rynek północnoafrykański i południowoamerykański. Rok później przejęto irlandzkie zakłady CIE wraz z załogą około 300 osób i rozpoczęto produkcję autobusów na podwoziach Leyland na rynek irlandzki. W ten sposób powołana została spółka Van Hool–McArdle. Zakończyła ona swoją działalność w 1978 r., jednak Van Hool zachował duży udział w rynku autokarów w Irlandii i Wielkiej Brytanii. W 1983 r. Van Hool España został przejęty przez załogę, firmę przedsiębiorstwa zmieniono na Hispaño Carrocera S.A.L.
Kryzys na początku lat 70. XX wieku spowodował znaczny spadek produkcji autobusów – z 12 do 1–2 sztuk dziennie. W związku z tym przedsiębiorstwo Van Hool zajęło się dodatkowo produkcją filtrów i zbiorników do wody. Ponadto rozpoczęto eksport autobusów do krajów arabskich, m.in. Syrii, Tunezji, Iranu i Iraku. Mimo to sytuacja przedsiębiorstwa się pogarszała i po strajku pracowników w 1975 r. konieczna była zmiana struktury i polityki firmy. Van Hool & Zonen PVBA zostało przekształcone w spółkę z ograniczoną odpowiedzialnością Van Hool NV, jednak struktura własnościowa i zarząd pozostały bez zmian. Rozpoczęto także kupowanie jednostek napędowych nie tylko od Fiata, lecz także takich producentów, jak DAF, Cummins czy MAN. Dzięki reformom i zamówieniom ze strony przewoźników z Belgii zakładom Van Hool udało się przetrwać kryzys.
W 1977 r. uruchomiono produkcję autobusu miejskiego A120. Dzięki ustandaryzowanej modułowej budowie spełniał on ówczesne wymagania klientów, a na dodatek możliwe było na jego bazie budowanie konstrukcji międzymiastowych. Do 1991 r. do zakończenia produkcji linię montażową opuściło ponad 2500 sztuk modelu A120. W 1978 r. zadebiutowało nadwozie autokaru z nowoczesnej serii Van Hool Alizée, a rok później zunifikowana z nią seria pojazdów integralnych T8. W tym samym roku zaprezentowano także model Acron (gr. wysoki) wyróżniający się wyższym nadwoziem i panoramiczną przednią szybą. Model ten stał się szybko najlepiej sprzedającą się konstrukcją w historii firmy. W 1980 r. zaprezentowano przegubowy model AG280 oraz midibus AU138/AU141 zbudowane na bazie modelu A120. W obu pojazdach silnik zamontowano wertykalnie w skrzyni między przednią a drugą osią, co pozwoliło na obniżenie podłogi w pojeździe.
W 1981 r. zakończono współpracę z Fiatem. Przez 24 lata produkcji autobusów Van Hool–Fiat powstało ponad 10 tys. pojazdów z silnikami włoskiego producenta. W tym samym czasie produkcja autobusów integralnych Van Hool zaczęła przeważać nad produkcją nadwozi. W 1985 r. zaprezentowano niezwykle innowacyjny jak na tamte czasy autobus A280 (później oznaczany jako A500). Wyróżniał się on podłogą na wysokości 500 mm nad powierzchnią jezdni, dzięki czemu wejście na pokład było możliwe tylko po pokonaniu jednego niewielkiego stopnia. W autobusie nie było żadnych stopni poprzecznych na całej długości, a wejście umożliwiały trzy pary szerokich dwuskrzydłowych drzwi.
W 1990 r., dzięki dostawie 20 autobusów do Montrealu, Van Hool stał się pierwszym europejskim przedsiębiorstwem, które dostarczyło na rynek amerykański gotowe wyprodukowane w Europie autobusy miejskie. Jednocześnie na początku lat 90. produkcja wzrosła do ok. 20 pojazdów dziennie. W 1990 r. przejęto belgijskie przedsiębiorstwo LAG z Bree, zmieniając jego nazwę na EOS Coach Manufacturing Co., N.V., a markę na EOS. Wyspecjalizowała się ona w produkcji autokarów. W 1991 r. Van Hool zaprezentował swój pierwszy autobus niskopodłogowy A300 z podłogą umieszczoną 300 mm nad jezdnią. W 1995 r. dostarczono pierwsze autobusy z napędami alternatywnymi – napędzane gazem CNG, z napędem hybrydowym oraz dwusystemowy trolejbus. W tym samym roku miała miejsce premiera modelu Acron w nowej wersji T9.
Wkrótce w ramach rodziny T9 zaprezentowano także inne modele autokarów, m.in. piętrowy Astromega oraz nietypową konstrukcję autokaru Altano. W 1998 r. Van Hool T9 Acron został wyróżniony tytułem Coach of the Year. W 2001 zaprezentowano autobus miejski nowej generacji AG300. Van Hool A330 z serii A300 otrzymał tytuł Bus of the Year 2003. W 2002 r. Van Hool dostarczył do Utrechtu pierwsze dwuprzegubowe autobusy miejskie AGG300. W 2005 r. w Dallas zaprezentowano autobus napędzany za pomocą ogniwa paliwowego. Był to pierwszy na świecie model autobusu wykorzystującego jako paliwo wodór. Autobusy Van Hool z napędem wodorowym znalazły nabywców wśród przewoźników miejskich w USA oraz w Europie. W 2009 r. wprowadzono natomiast całą gamę autobusów z napędem hybrydowym. W 2011 r. miały miejsce dwie ważne premiery autobusów Van Hool. Zaprezentowano platformę przegubowych autobusów i trolejbusów miejskich Exqui.City dostępnych w wersji 18- i 24-metrowej z napędem spalinowym, hybrydowym, elektrycznym lub wodorowym. Ponadto zadebiutowała nowa seria autokarów turystycznych TX, która zastąpiła serię T9. W nowym designie kontynuowano produkcję wszystkich modeli T9. W 2014 r. pokazano natomiast inną rodzinę autokarów EX, której produkcję rozpoczęto w nowo powstałym zakładzie producenta w Skopje na terenie Macedonii. Tam produkowane były także autokary serii CX przeznaczone na rynek amerykański.
11 marca 2024 roku firma ogłosiła plan zaprzestania produkcji autobusów miejskich i przeniesienia działalności do Macedonii Północnej na skutek ponoszenia strat finansowych.
W kwietniu 2024 r. Van Hool wskutek problemów finansowych przeszło w stan likwidacji. Przejęcie autobusowej części zakładów wyraziło VDL Bus & Coach, zaś produkcji naczep, niemiecki Schmitz Cargobull. Rankiem 8 kwietnia firma ogłosiła upadłość likwidacyjną.

## Oferta

### Autokary turystyczne
Seria TX
- TX Acron – wysokopokładowy autokar turystyczny[11]:
  - TX16
  - TX17
  - TX18
- TX Astron – wysokopokładowy autokar turystyczny z powiększoną przestrzenią bagażową[12]:
  - TX16
  - TX17
- TX Astronef – wysokopokładowy autokar turystyczny w układzie wnętrza „kinowym”[13]:
  - TX15
  - TX16
  - TX17
- TX Altano – wysokopokładowy autokar turystyczny z dodatkowym dolnym pokładem w przedniej części pojazdu (wersje TDX mają przedłużony przedni zwis i umożliwiają podróż osobie na wózku inwalidzkim)[14]:
  - TX17
  - TX18
  - TX19
  - TDX20
  - TDX21
- TX Astromega – dwupokładowy autokar turystyczny[15]:
  - TDX25
  - TDX27

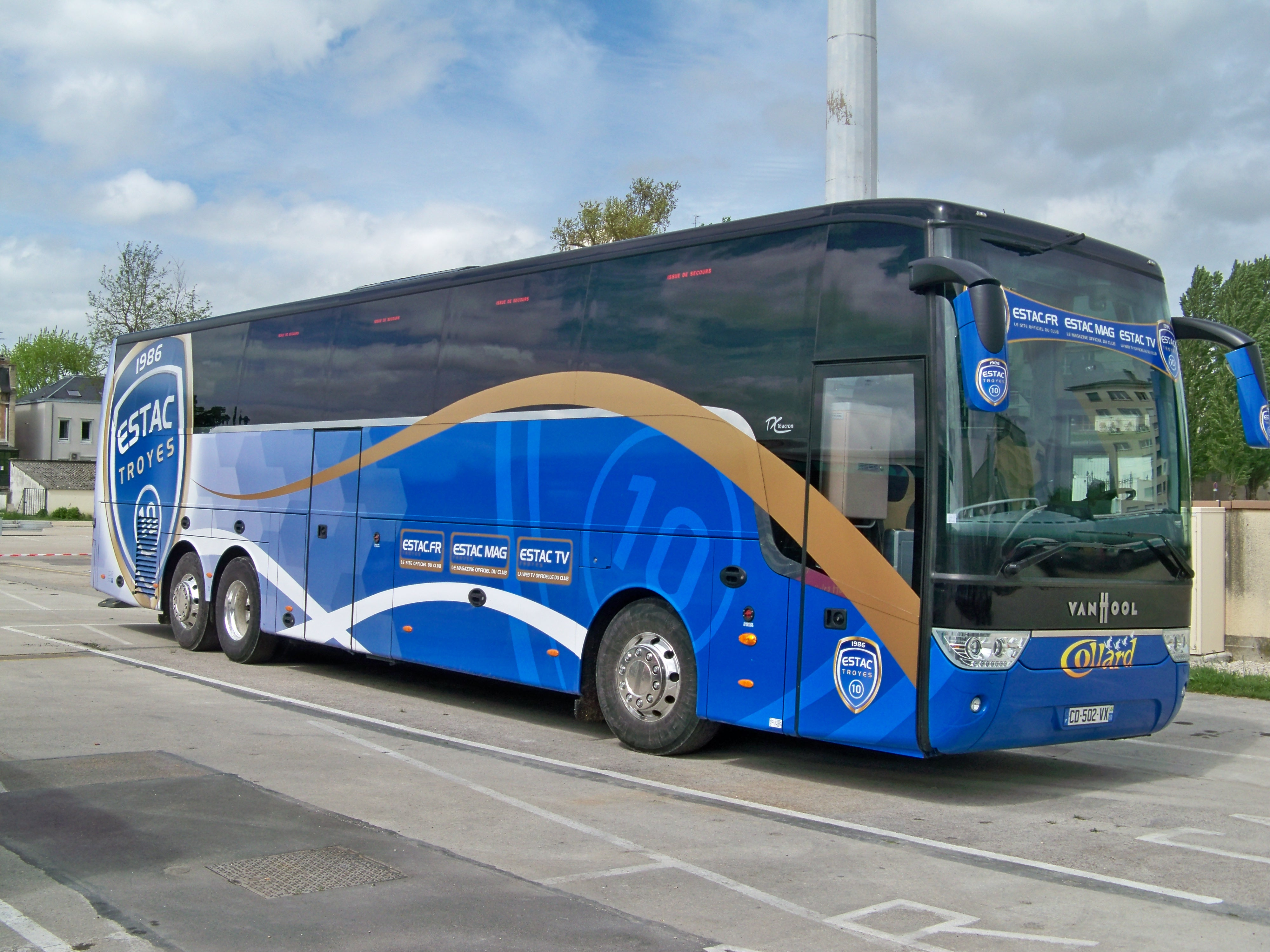
TX16 Acron
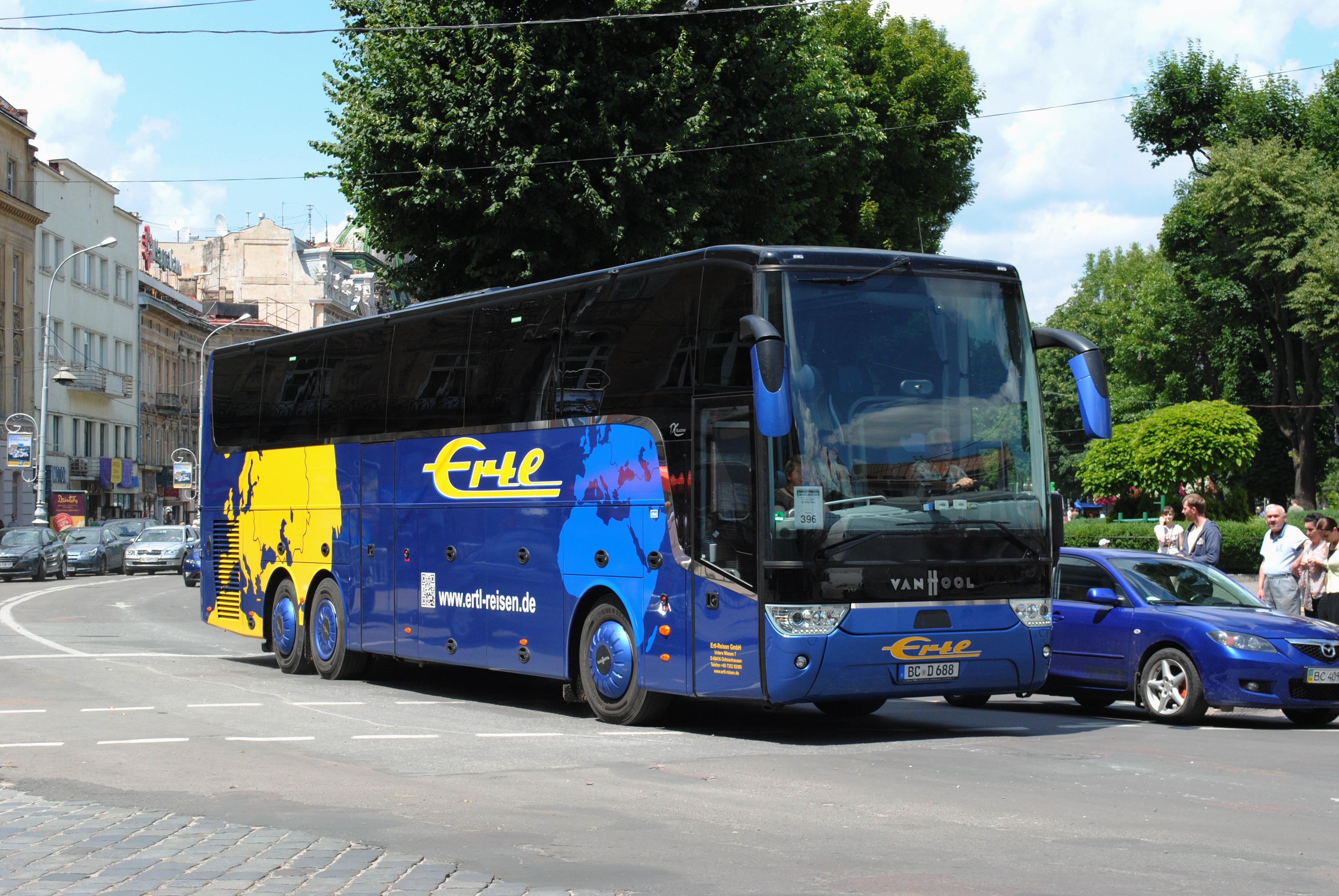
TX16 Astron
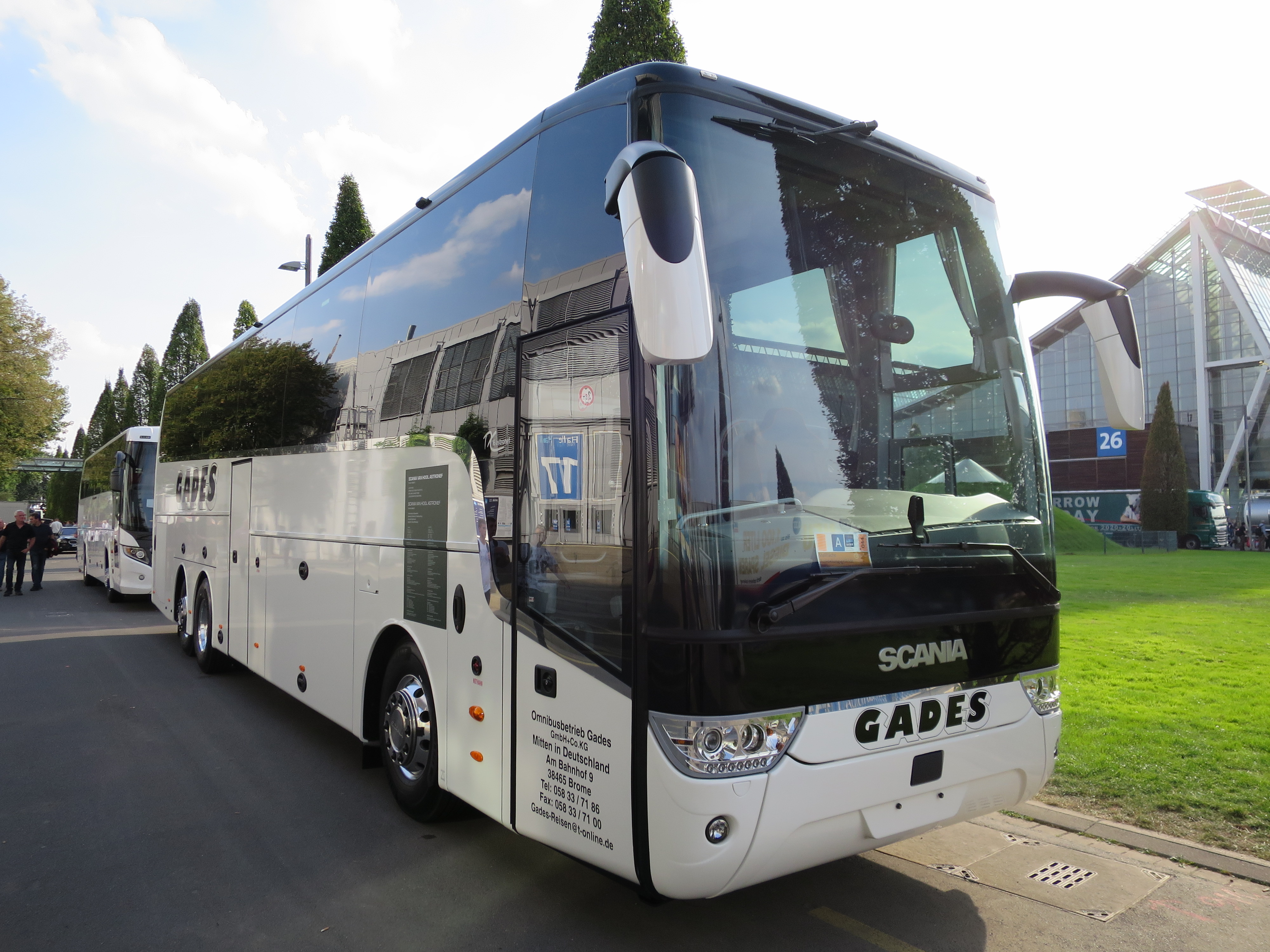
TX15 Astronef
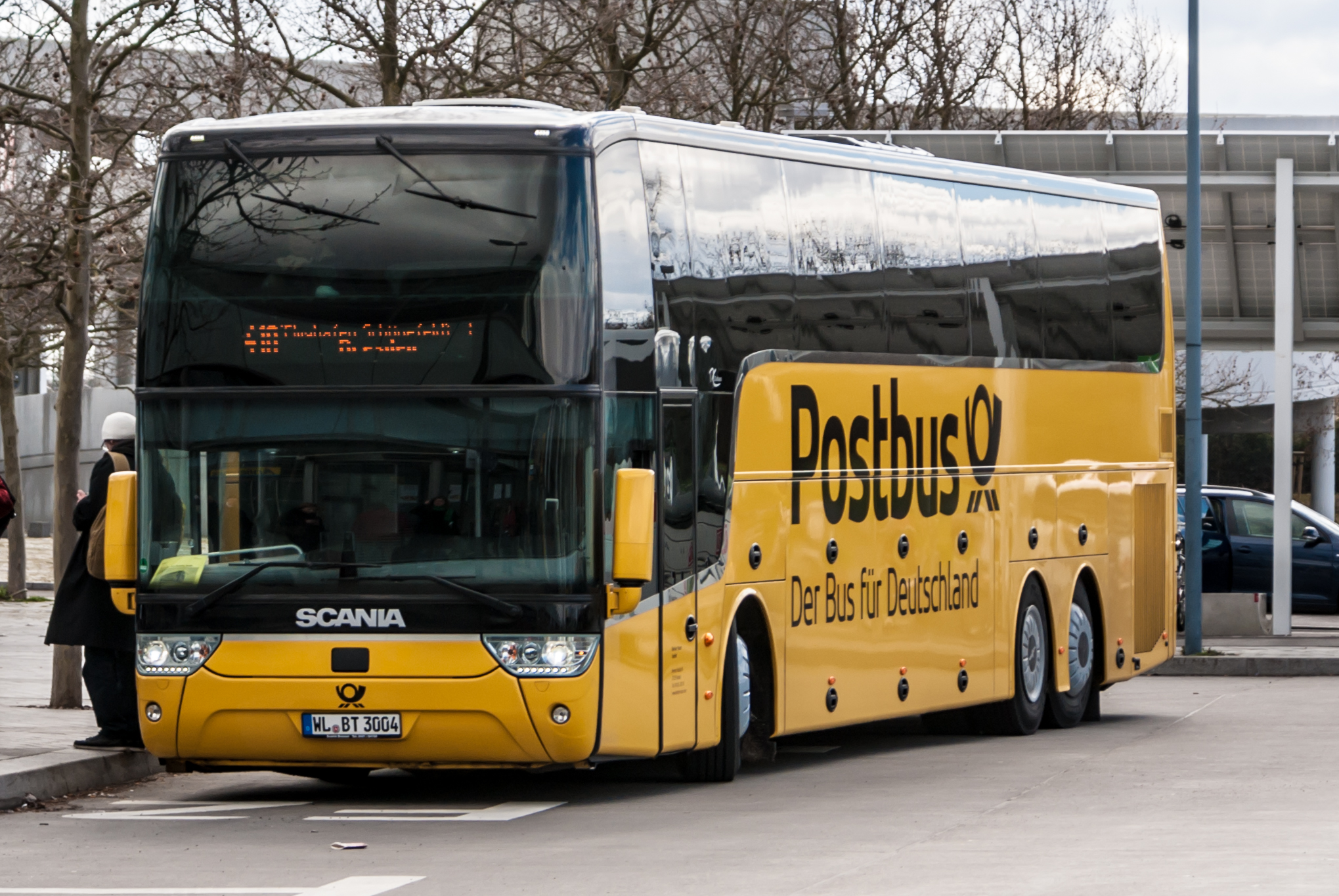
TDX21 Altano
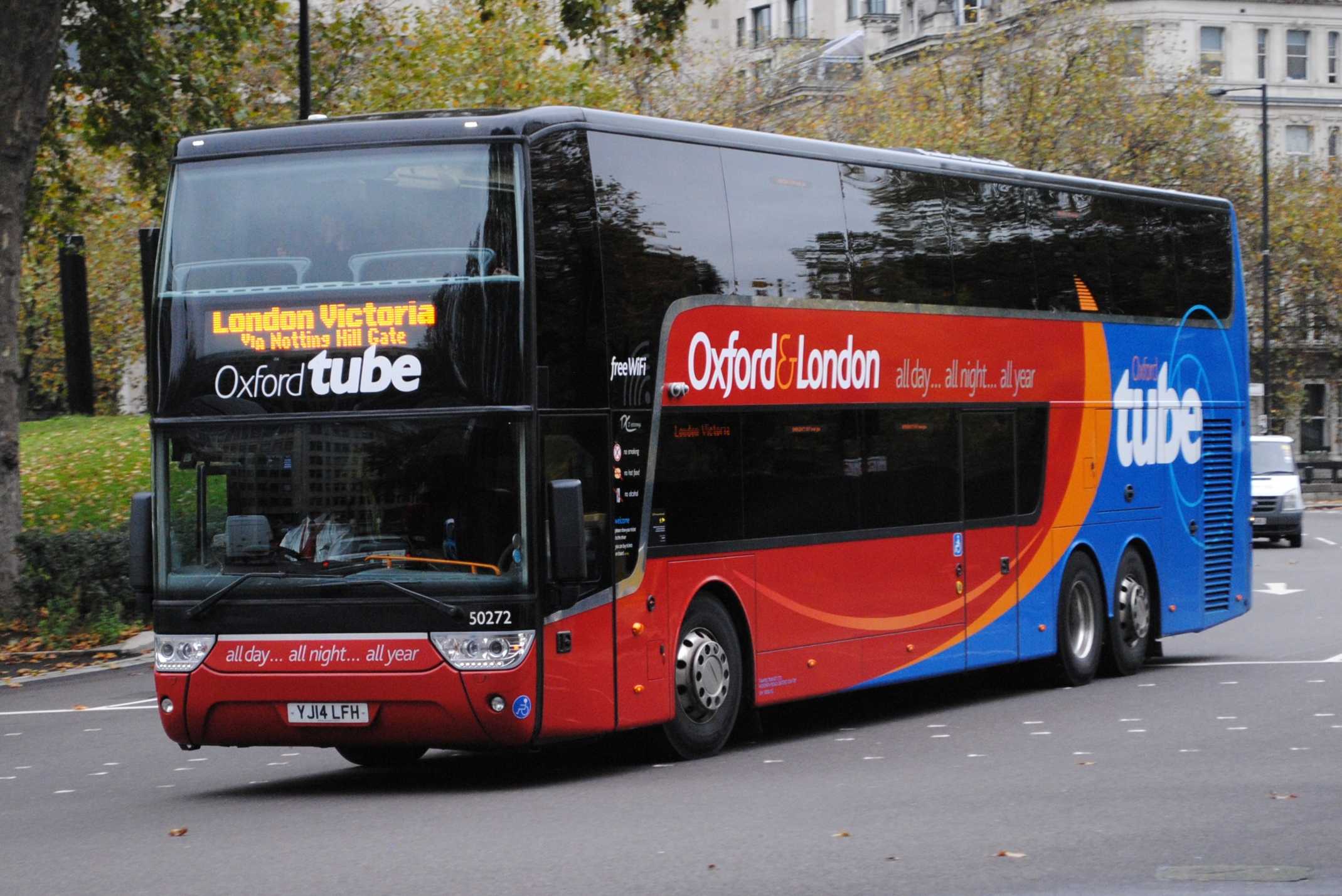
TDX27 Astromega

Seria EX
Rodzina średnio- i wysokopokładowych autokarów turystycznych:

- EX11L
- EX11H
- EX15L
- EX15M

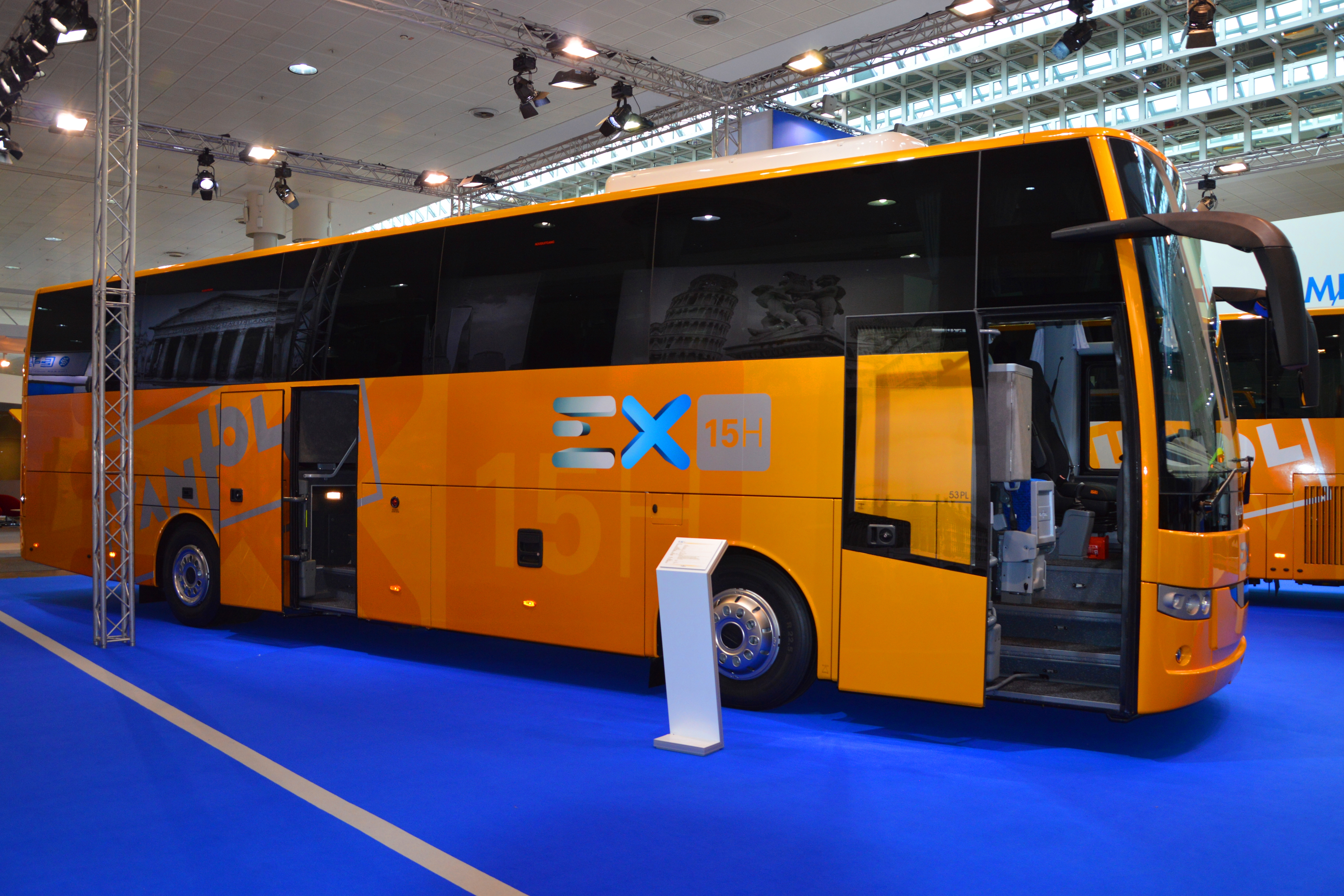
EX15H
- EX16L
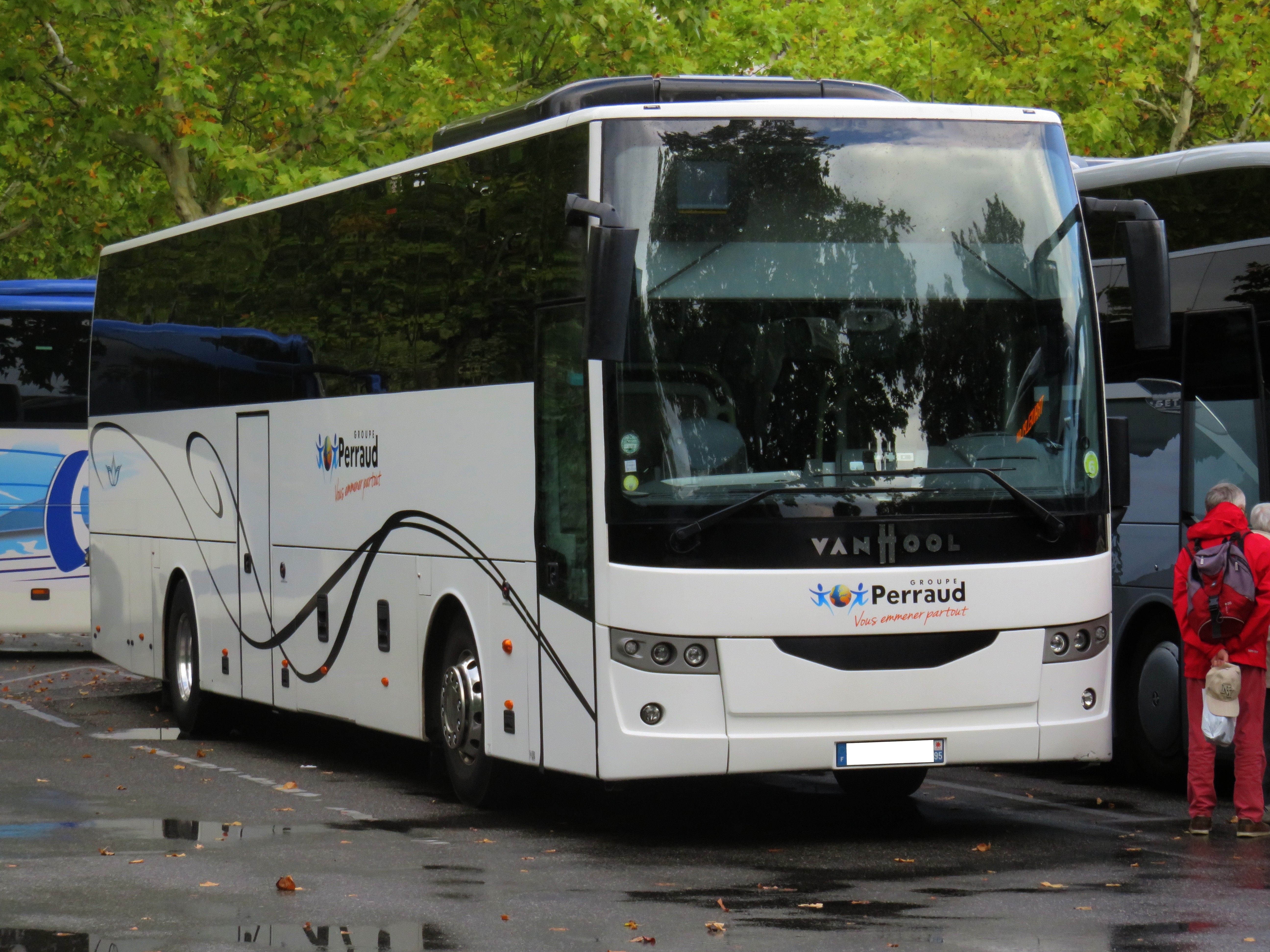
EX16M
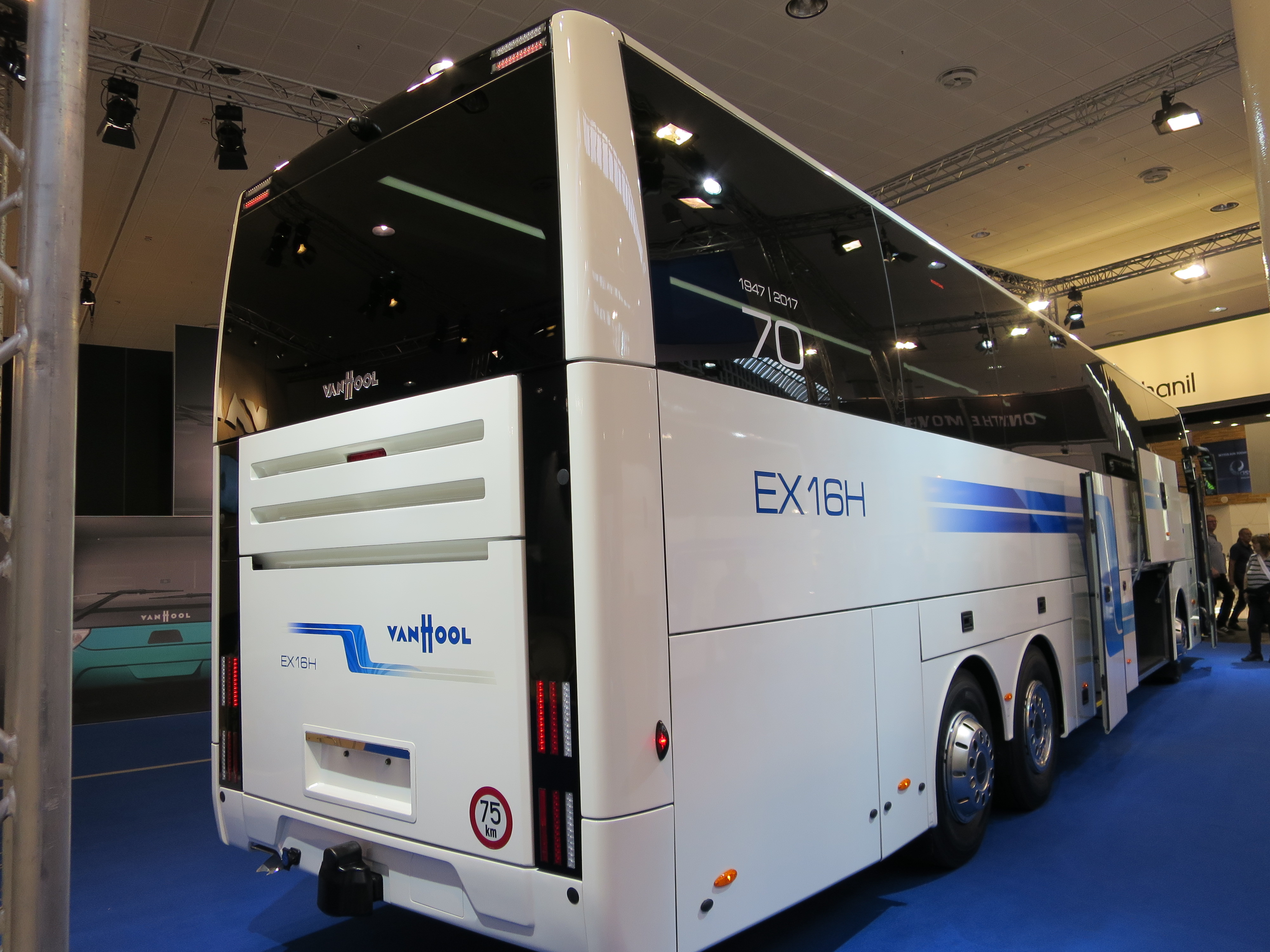
EX16H
- EX17H

- EX15H
- EX16M
- EX16H

Autokary produkowane na rynek amerykański
Autokary wysoko- i dwupokładowe z dwóch serii: CX oraz TX:
- CX35
- CX45
- TX40
- TX45
- TDX25

### Autobusy miejskie
Exqui.City
Rodzina autobusów miejskich i trolejbusów o długości 18 lub 24 m przeznaczona do obsługi systemów BRT:

- Exqui.City 18 Diesel Hybrid
- Exqui.City 24 Diesel Hybrid
- Exqui.City 18 CNG Hybrid
- Exqui.City 24 CNG Hybrid
- Exqui.City 18 Trolley
- Exqui.City 24 Trolley
- Exqui.City 18 Electric
- Exqui.City 24 Electric
- Exqui.City 18 Fuel Cell
- Exqui.City 24 Fuel Cell

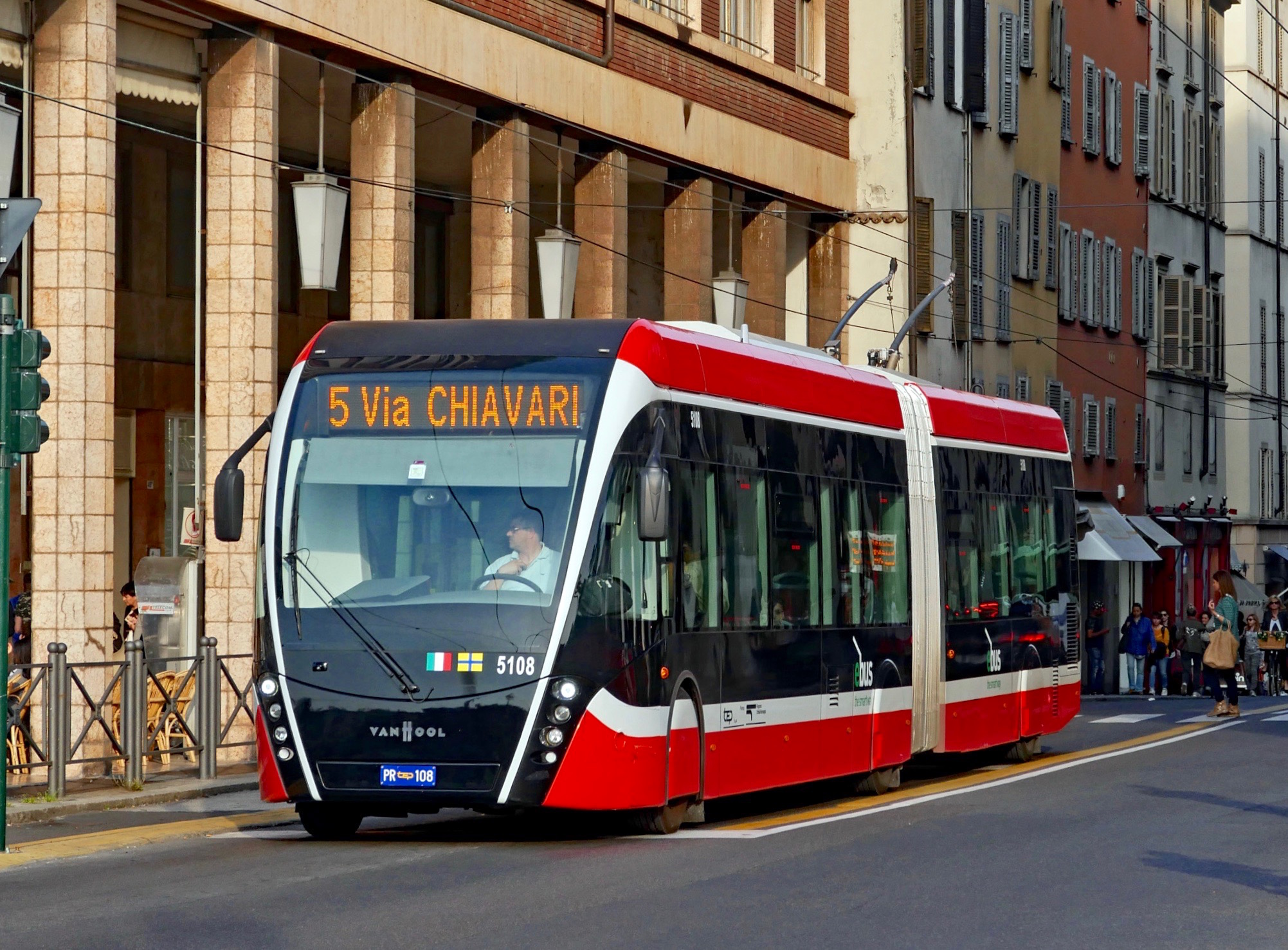
Exqui.City 18 Trolley
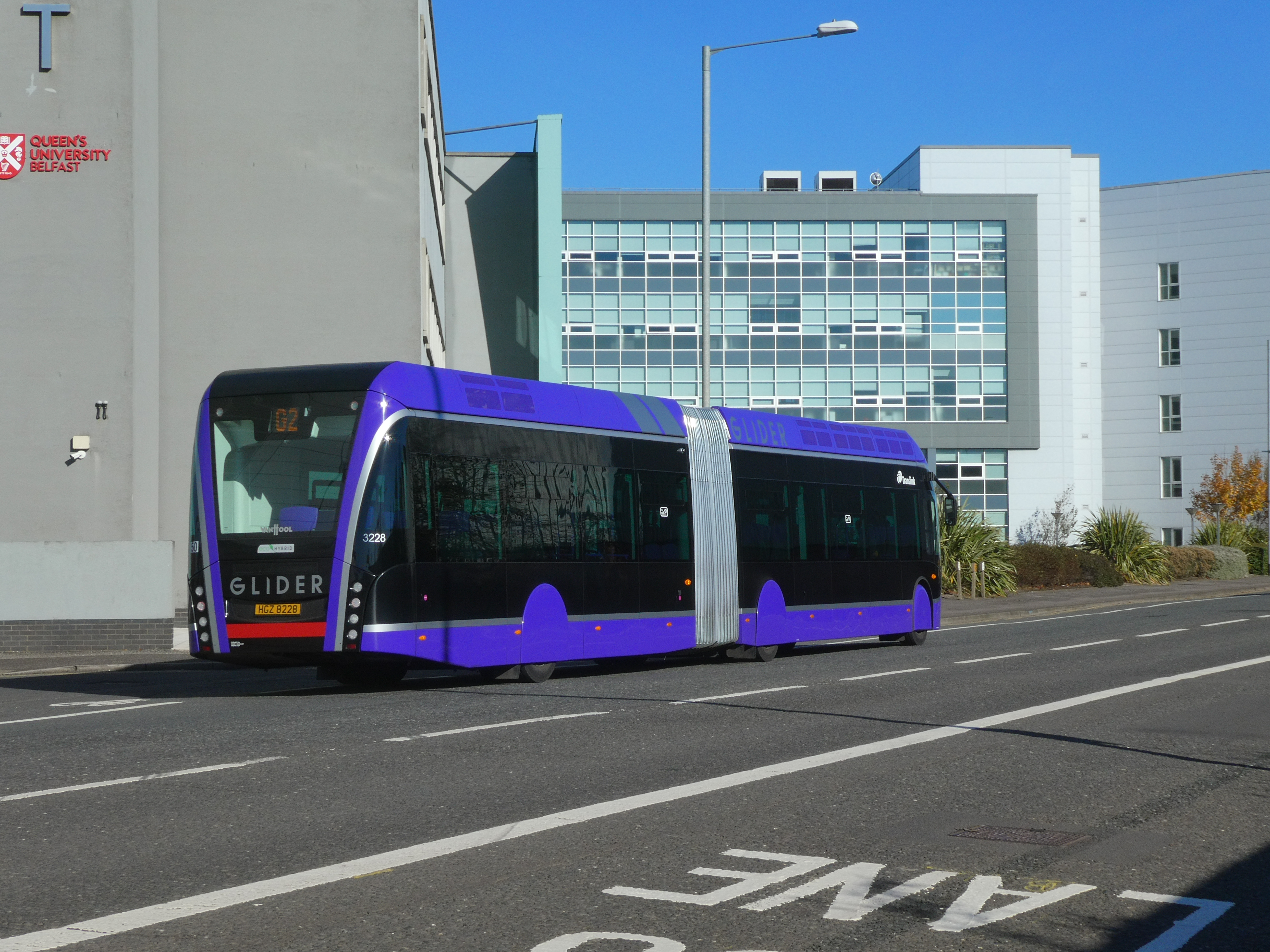
Exqui.City 18 Hybrid
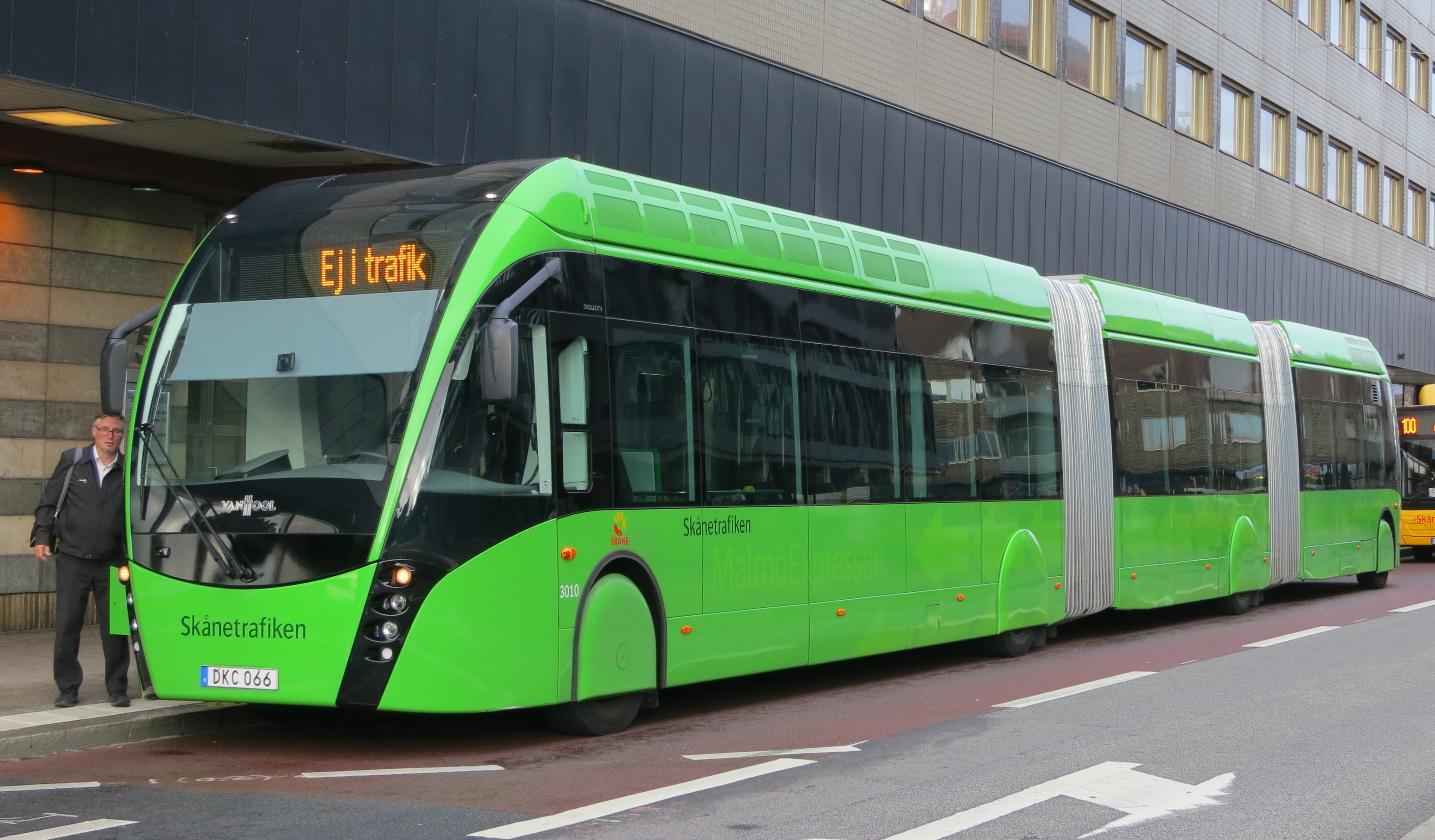
Exqui.City 24 Diesel Hybrid

Autobusy miejskie serii A
Rodzina niskopodłogowych autobusów miejskich i trolejbusów:

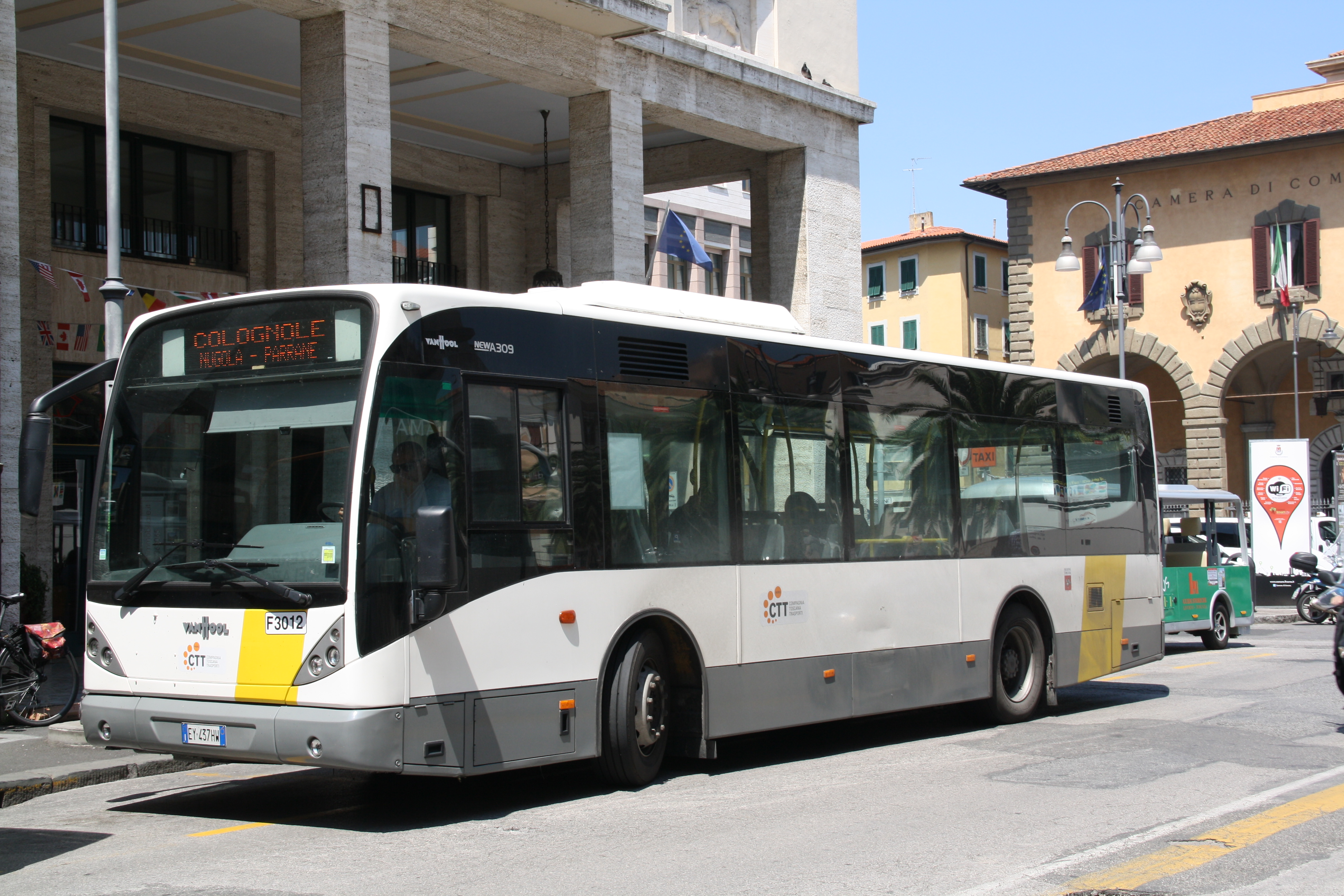
A309
- A330
- A360
- AGG300
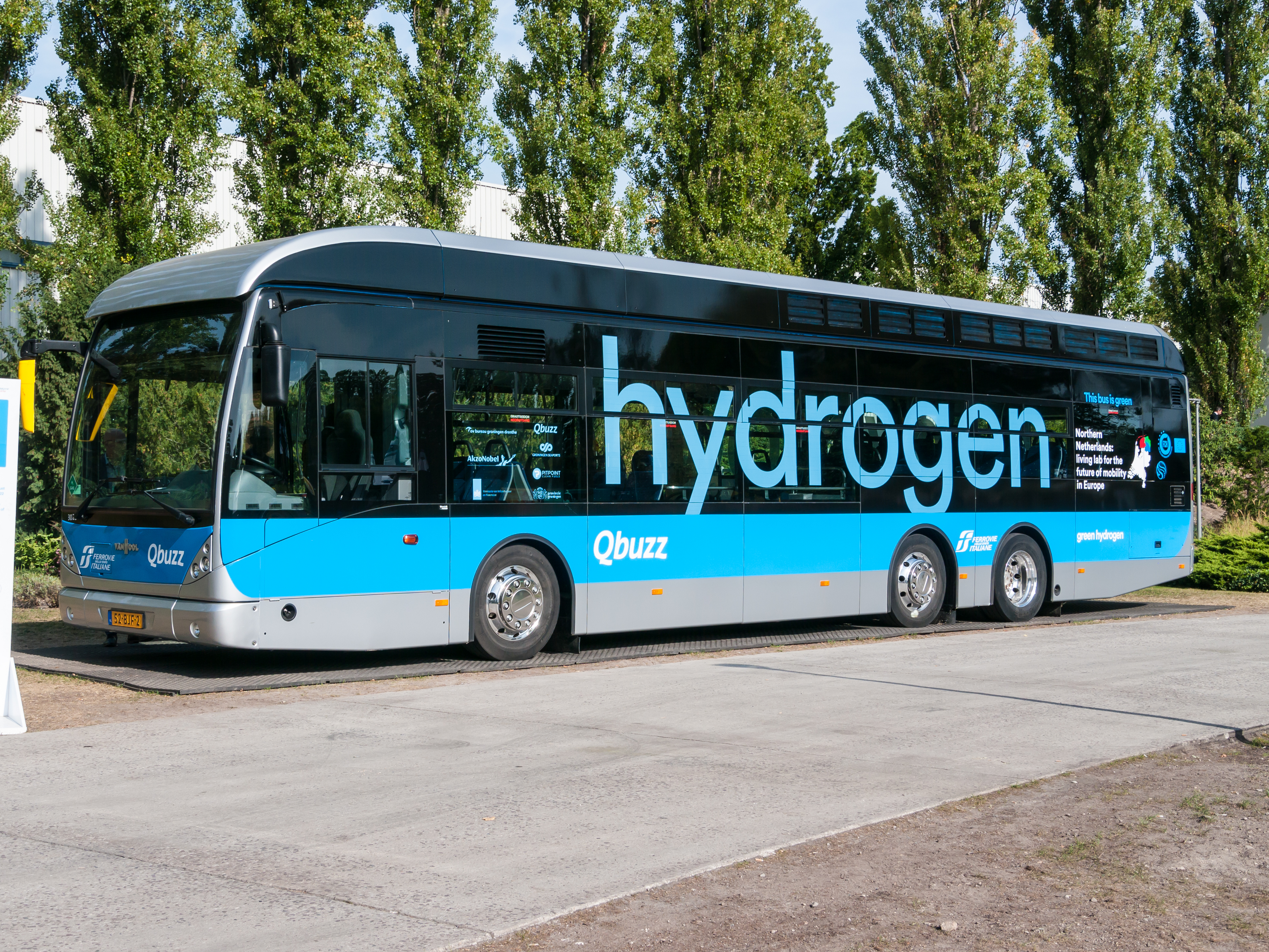
A330 Fuel Cell
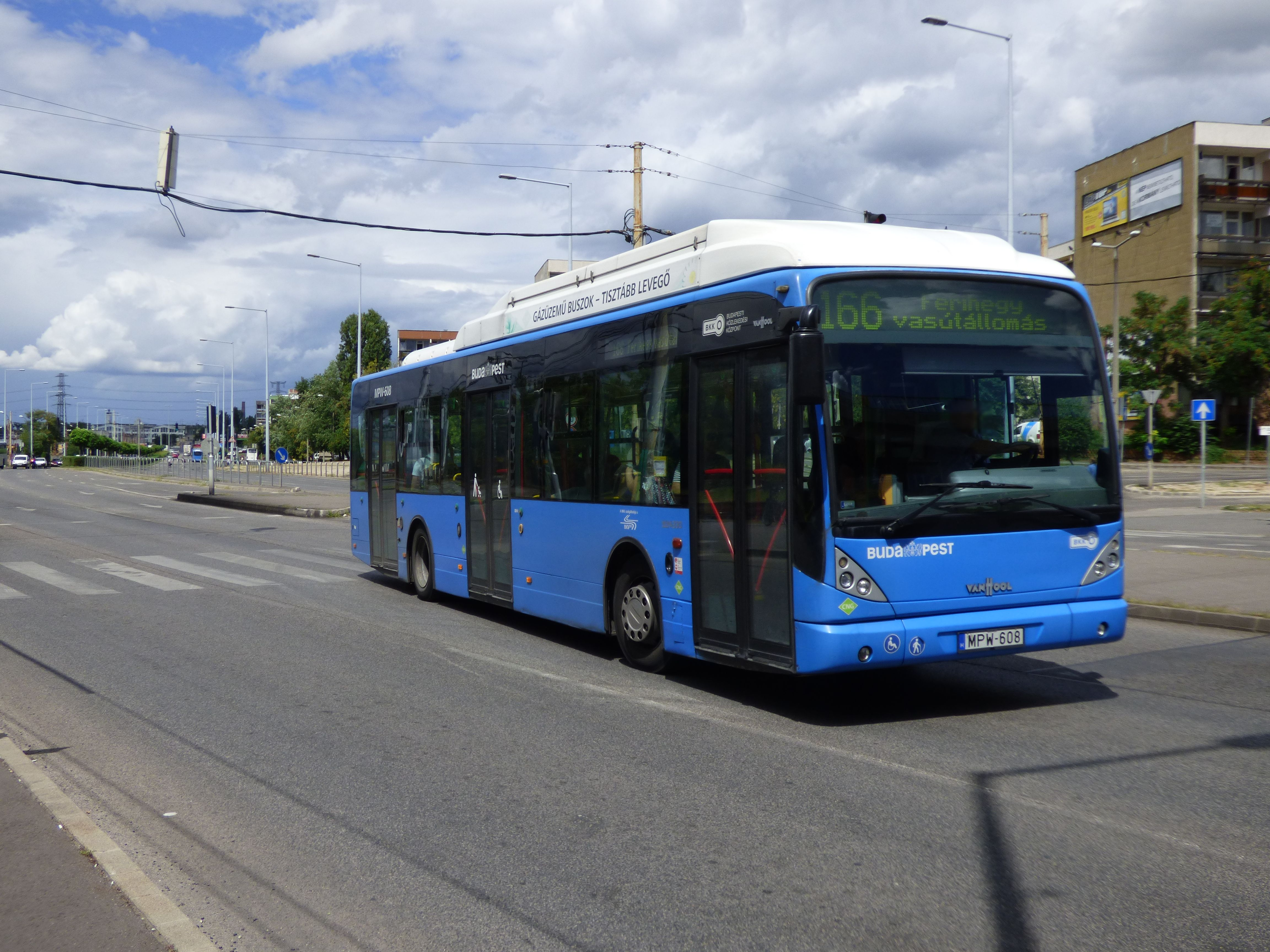
A330CNG
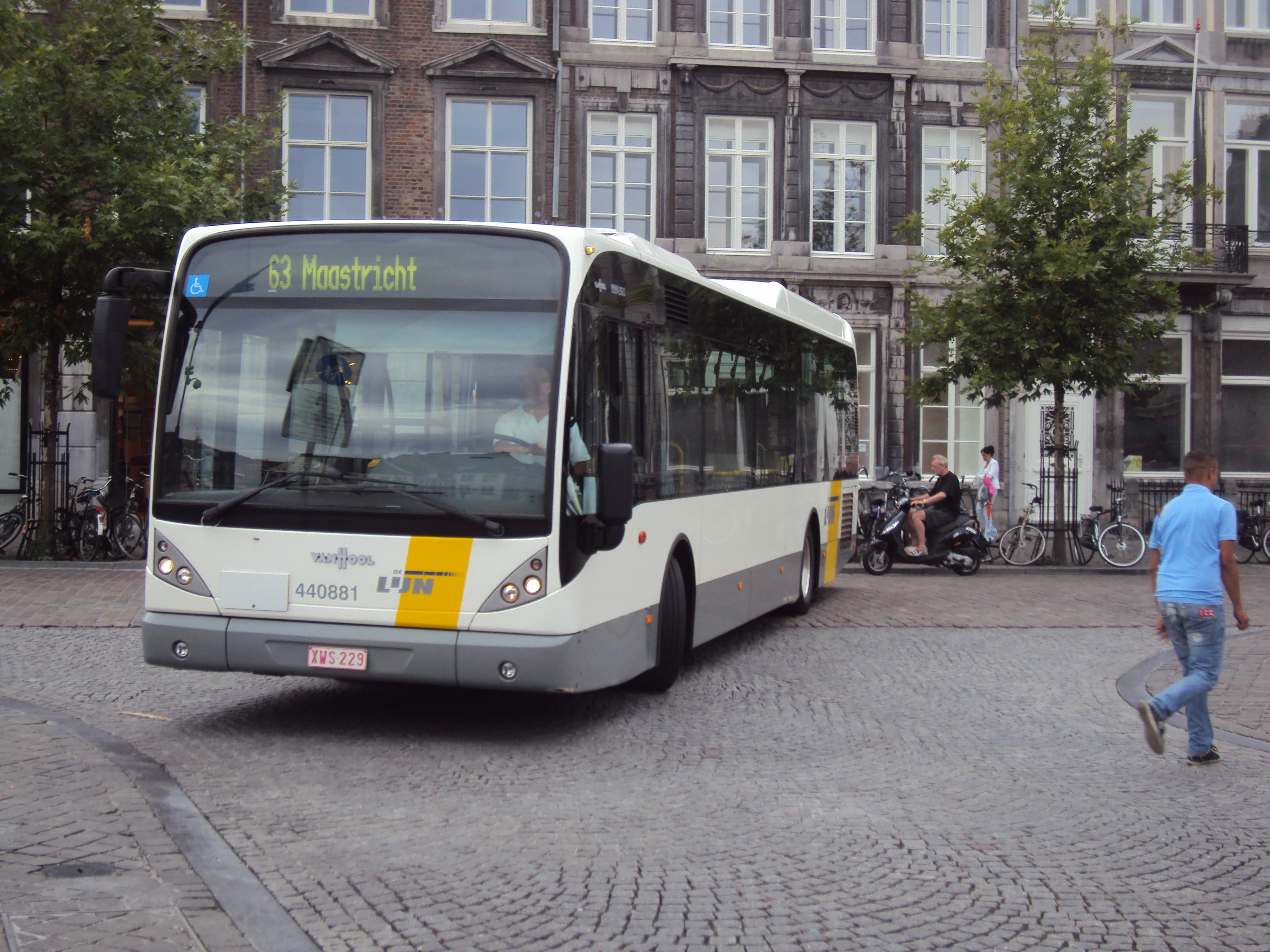
A360
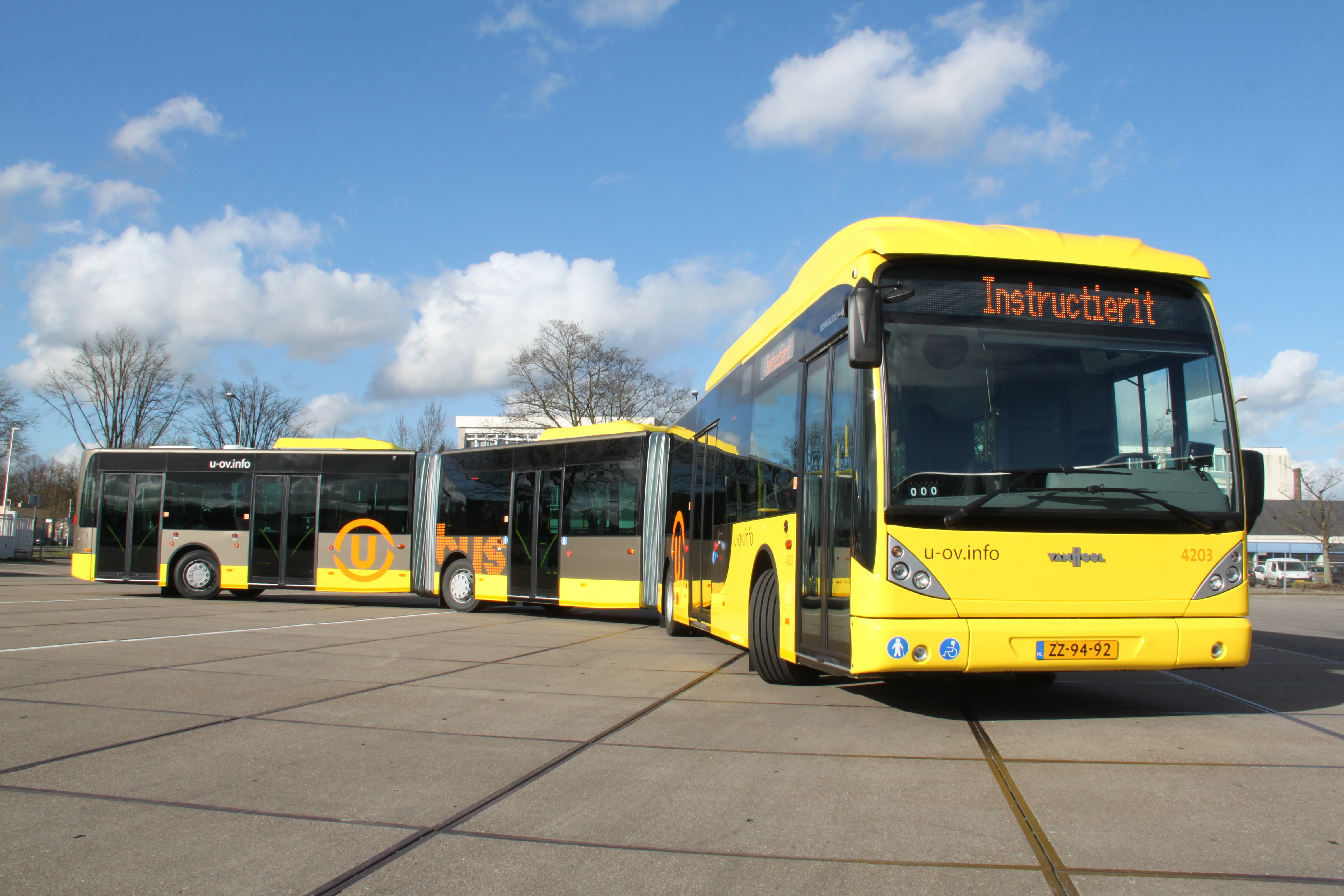
AGG300

- A330T
- AG300T
- A309 Hyb
- A330 Hyb
- AG300 Hyb

- A309
- A330 Fuel Cell
- A330CNG
- A360
- AGG300

### Pojazdy przemysłowe
W ofercie przedsiębiorstwa Van Hool znajdowały się naczepy i przyczepy dla samochodów ciężarowych, zabudowy cysterny, kontenerowe zbiorniki do przewozu substancji ciekłych oraz konstrukcje zabudów pojazdów ciężarowych i naczep na indywidualne potrzeby klienta.